# المعاهدة البيزنطية البندقية 1277
كانت المعاهدة البيزنطية البندقية اتفاقًا بين الإمبراطورية البيزنطية وجمهورية البندقية أعادت التفاوض حول معاهدة العام 1268 بين القوتين ومددتها لعامين آخرين. كان الاتفاق مفيدًا لكلا الطرفين: منعت أسرة باليولوج البندقيين وأسطولهم من المشاركة في محاولات شارل الأول ملك نابولي لتنظيم حملة صليبية ضد البيزنطيين، في حين تمكن البندقيون من الاحتفاظ بوصولهم إلى السوق البيزنطية، بل وتمكنوا من زيادة امتيازاتهم التجارية عبر نيلهم وصولًا مباشرًا إلى البحر الأسود والحق بمساكنهم الخاصة في القسطنطينية وسالونيك. إضافة إلى ذلك، تمكن البندقيون من إيقاف استعادة البيزنطيين للأراضي التي كانت تقف في صف البندقيين في على بحر إيجه، على الرغم من أن الاتفاقية أتاحت بوضوح لكلا الطرفين الاستمرار بالقتال من أجل السيطرة على جزيرة وابية (نيغروبونتي). وبالرغم من ذلك، اتضح لكلا الطرفين عبر المدة القصيرة للاتفاقية أنها لم تكن سوى وسيلة مؤقتة. بعد انقضاء مدة الاتفاقية، تحالف البندقيون بالفعل مع شارل الأول ملك نابولي، إلا أن خططهم أحبطت باندلاع حرب صلاة الغروب الصقلية في عام 1282، مما أرغم البندقيين من جديد على تجديد الصلح مع البيزنطيين.

## الخلفية
كانت استعادة الإمبراطور النيقي ميخائيل الثالث باليولوج للقسطنطينية في عام 1261، وإعادة تأسيس الإمبراطورية البيزنطية تحت حكم سلالة باليولوج ضربة موجعة لموقع جمهورية البندقية ومصالحها التجارية في شرق المتوسط. ولحماية نفسها من الأسطول البندقي الجبار، تحالفت أسرة باليولوج مع الجنويين، الذين كانوا يخوضون حربًا مع البندقية، من خلال معاهدة نيمفايوم التي أبرمت في عام 1261. غير أن هزائم الجنويين في الحرب ضد البندقية، إلى جانب توطيد باليولوج التدريجي لموقعهم، أفضى إلى تعميق الصدع بين الحليفين. في عام 1264، حين تورطت بوديستا الجنوية في القسطنطينية في مؤامرة لتسليم المدينة إلى مانفريد ملك صقلية، طرد الإمبراطور الجنويين من العاصمة البيزنطية. 
في أعقاب ذلك، بدأ باليولوج مفاوضات مع البندقية بهدف التوصل إلى معاهدة سلام. جرى التوصل إلى اتفاق مسودة في 18 من شهر يونيو من عام 1265، إلا أنه لم يقر عليها من قبل دوق البندقية. مع بروز طموحات شارل الأول ملك نابولي في إيطاليا، باتت لدى باليولوج والبندقية مصلحة في إقامة علاقات ودية متبادلة، مما أفضى في خاتمة المطاف إلى إبرام معاهدة سلام لمدة 5 سنوات في عام 1268. ونظرًا إلى أنها عكست موقع التفاوض الأفضل الذي حظي به الإمبراطور البيزنطي، كانت شروط المعاهدة تصب في مصلحته أكثر مما فعلت معاهدة عام 1265. انقضت مدة الهدنة في الأصل في عام 1273، إلا أنه كان من الواضح من صياغة معاهدة العام 1277 أنها قد استمرت سارية المفعول لبعض الوقت. ولم يكن معروفًا إذا ما كان ذلك عائدًا إلى التمديد السنوي – المكرر ربما- للمعاهدة أم إلى معاهدة جديدة كليًا لم يبق منها أثر. 
لم يتنبه البيزنطيون بدقة إلى الشروط التي تتعلق بالحركة الحرة والآمنة للتجار البندقيين وبضائعهم، مما أفضى إلى احتجاجات عنيفة من قبل البندقيين: في عام 1278، أبلغ الدوق عن وقوع ما يزيد عن 300 حالة ضرر لحقت بالسفن والتجار والبضائع البندقية منذ العام 1268 على يدي رعايا الإمبراطور، الذين كان العديد منهم قراصنة في القوة الإمبراطورية، إلا أنه كان من بينهم أيضًا جنود وموظفوا جمارك وحاكمون محليون وحتى، في حالة واحدة، سيباستوكراتور (من المحتمل أنه كان قسطنطين الأخ غير الشقيق لباليولوج) كان قد سرق رئيس شمامسة بندقي وقتله بعد أن أُلقي القبض عليه على سفينة في شبه جزيرة موريا. وعلى الرغم من ذلك، وفي أعقاب اتحاد الكنائس في مجمع ليون الثاني في عام 1274، كان باليولوج في موقع قوي: فقد بات عندها ينال اعتراف الباباوات به كحاكم شرعي وأعاقوا خطط شارل الأول ملك نابولي في الهجوم على القسطنطينية وحاولوا تجنيد البيزنطيين ضمن خططهم لحملة صليبية تهدف إلى استعادة الأراضي المقدسة. في الوقت نفسه، كان البيزنطيون يحرزون تقدمًا ضد ولايات لاتينية عديدة تأسست على بحر إيجه في أعقاب الحملة الصليبية الرابعة. وبقيادة المنشق اللاتيني ليكاريو، استعاد الأسطول البيزنطي معظم الجزر الإيجية الأصغر مساحة، وجزءًا كبيرًا من جزيرة نيغروبونتي (وابية) الكبيرة، بعيدًا عن عاصمتها، مدينة نيغروبونتي (تشالكيس)، التي دافع عنها بايلو بندقي.

## معاهدة العام 1277
مع دهشتهم من التقدم البيزنطي ومن التهديد الذي شكلته التجارة البندقية من قبل القراصنة الذين مولهم باليولوج، أرسل البندقيون مبعوثًا إلى القسطنطينية لتجديد معاهدة العام 1268. كان هناك وجود مسبق لسفراء بندقيين، ماريانو فالاريسو وماركو جيوستينيان وأنجيلو مارسيلو في البلاط البيزنطي في عام 1275، ولكن على الرغم من تخمين وولتر نوردين (داس بابستوم أوند بيزانز، 1903) أن اتفاقية كانت قد وقعت حينها، ليس ثمة دليل على ذلك في المصادر.